# Tajuk
Tajuk is een bestuurslaag in het regentschap Semarang van de provincie Midden-Java, Indonesië. Tajuk telt 3604 inwoners (volkstelling 2010).